# Hana Goda
Hana Ayman Hussin Mohamed Goda (Caïro, 12 december 2007) is een Egyptisch professioneel tafeltennisster. Zij speelt rechtshandig met de shakehandgreep.